# Psychotria laui
Psychotria laui är en måreväxtart som beskrevs av Elmer Drew Merrill och Franklin Post Metcalf. Psychotria laui ingår i släktet Psychotria och familjen måreväxter. Inga underarter finns listade i Catalogue of Life.